# Hardineta
Hardineta (nep. हाँडीनेटे) – gaun wikas samiti w zachodniej części Nepalu w strefie Lumbini w dystrykcie Gulmi. Według nepalskiego spisu powszechnego z 2001 roku liczył on 994 gospodarstw domowych i 4872 mieszkańców (2798 kobiet i 2074 mężczyzn).